# Kaufhaus Kressmann

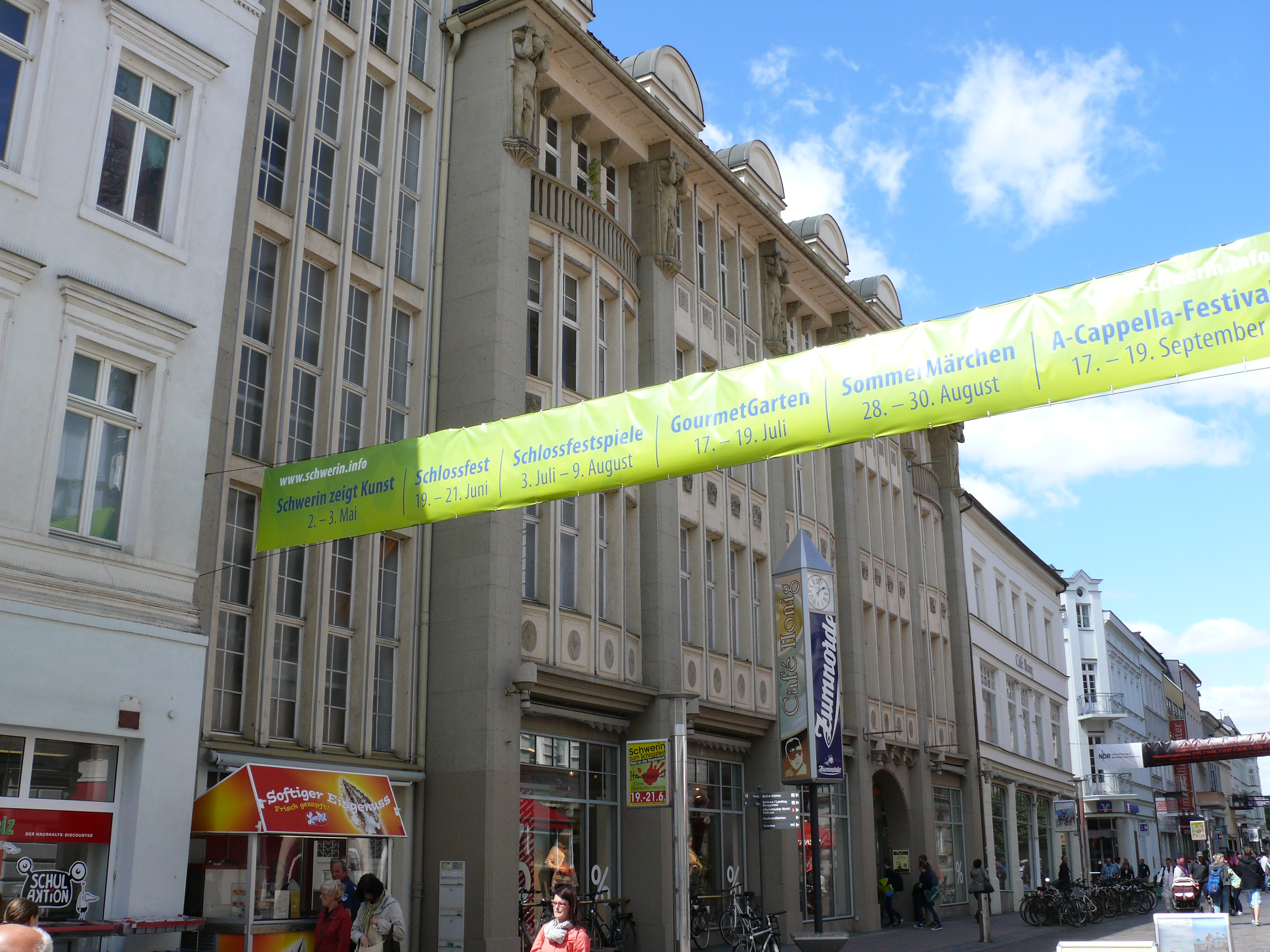
Mecklenburgstraße 19–23

Das Gebäude Kaufhaus Kressmann  in Schwerin, Stadtteil Altstadt, Mecklenburgstraße 19/21/23, ist ein Baudenkmal in Schwerin. Heute (Stand 2020) ist hier das Modehaus Kressmann untergebracht.

## Geschichte
Der Kaufmann Konrad Kreßmann aus Gützkow übernahm 1910 die Textilfirma Rudolf Honig in Schwerin.
Das viergeschossige Kaufhaus von 1926 mit dem seitlichen sechsgeschossigen Turmteil wurde nach Plänen von Hans Stoffers für Konrad Kreßmann und seinen Enkel Carl Kreßmann an der damaligen Kaiser-Wilhelm-Straße (heute Mecklenburgstraße) gebaut.
Nach 1945 floh die Familie aus der Sowjetischen Besatzungszone. 1951 wurde das Kaufhaus enteignet und als Kaufhaus betrieben. Nach der Wende erhielt die Familie 1991 die Liegenschaft zurück und sanierte das Haus. Das Café Honig im Haus erinnert an den früheren Eigentümer Rudolf Honig. 2011, mit dem Bau des Einkaufszentrums Marienplatz-Galerie, entstand im Innern auch eine Verbindung zum Modehaus.
Das heutige Textilhaus der Kressmann GmbH & Co. KG wird von Familienangehörigen in der fünften Generation geführt.
Der Architekt Hans Stoffers plante in Schwerin u. a. den Umbau des Hotels Niederländischer Hof (1921), das Stadtbad Schwerin (1926) und das Geschäftshaus Mecklenburgstraße Ecke Geschwister-Scholl-Straße (1929).